# Леополд Баварски (генерал)
Леополд Максимилиан Йозеф Мария Арнулф Баварски (на немски: Leopold Maximilian Joseph Maria Arnulf von Bayern; * 9 февруари 1846 в Мюнхен; † 28 септември 1930 също там) от династията на Вителсбахите е немски генерал-фелдмаршал.
Той е вторият син на Луитполд Баварски (1821 – 1912), принцрегент на Бавария, и съпругата му ерцхерцогиня Августа Фердинанда Австрийска Хабсбург от Австрия-Тоскана (1825 – 1864), дъщеря на великия херцог на Тоскана Леополд II. Баща му е третият син на крал Лудвиг I. По-големият му брат Лудвиг III (1845 – 1921) е последният крал на Бавария.

## Фамилия
Леополд се жени на 20 април 1873 г. във Виена за ерцхерцогиня Гизела Австрийска (1856 – 1932), втората дъщеря на император Франц Йосиф от Австрия и Елизабет Баварска. Те имат четири деца:
- Елизабет (1874 – 1957) ∞ Ото фон Зеефрид
- Августа (1875 – 1964) ∞ Йозеф Август Австрийски
- Георг (1880 – 1943) ∞ ерцхерцогиня Изабела Австрийска
- Конрад (1883 – 1969) ∞ Бона Маргерита Савойска-Генуа

- Генерал-фелдмаршал принц Леополд от Бавария
- Принц Леополд Баварски (ляво) и брат му, по-късния крал Лудвиг III и възпитателите им